# Renatobasidium notabile
Renatobasidium notabile är en svampart som beskrevs av Hauerslev 1993. Enligt Catalogue of Life ingår Renatobasidium notabile i släktet Renatobasidium, ordningen Auriculariales, klassen Agaricomycetes, divisionen basidiesvampar och riket svampar, men enligt Dyntaxa är tillhörigheten istället släktet Renatobasidium, familjen Exidiaceae, ordningen gelésvampar, klassen Tremellomycetes, divisionen basidiesvampar och riket svampar. Artens status i Sverige är: Ej påträffad. Inga underarter finns listade i Catalogue of Life.